# نخن
الكوم الأحمر أو بالمصرية القديمة نخِن أو بالإغريقية القديمة هيراكونبوليس  (Ἱεράκων πόλις)، كانت العاصمة الدينية والسياسية لصعيد مصر في نهاية عصر مصر ما قبل التاريخ (3200 - 3100 ق.م.) وربما أيضاً خلال عصر الأسرات المبكرة (3100-2686 ق.م.) وهي من أقدم مدن مصر القديمة. تقع بين مدينتي إسنا وإدفو بمحافظة أسوان على الجانب الغربي للنيل.
يعني اسم نخِن بالمصرية القديمة «المحوّطة» أي المسورة بجدار
ويعني أيضاً «مبنى الإدارة الملكية» طبقاً لعالم المصريات الألماني يوخم كال.
.
إما الاسم الإغريقي هيراكونبوليس فمعناه «مدينة الصقر» ويعود الاسم إلى الإله المصري القديم حورس والذي كان رمزاً لملك مصر على مر العصور، كان المصريون القدماء يسمون هذه العاصمة أحياناً «نخِن حورس».
ظلّت هذه المدينة ذات شأن أيضا خلال الدولة الوسطى والدولة الحديثة، ولكن مبانيها الباقية من تلك العصور فقد تلاشت. وتوجد بها عدة مقابر محفورة يرجع تاريخها إلى الدولة القديمة والدولة الوسطى والدولة الحديثة منها أقدم مقبرة معروفة باحتوائها زخارف مصبوغة، عبارة عن لوحة جدارية على جدرانها الجصية يُعتقد أنها تعود إلى 3500-3200 ق.م. وهي تتشارك في الصور المميزة للقطع الأثرية من حضارة جرزة.

## مركز عبادة حورس
كانت نخِن مركزاً لعبادة إله الصقر، حورس نخِن، الذي أقيم له أحد أقدم المعابد المصرية في هذه المدينة. احتفظت نخِن بأهميتها كمركز ثقافي لراعي الملوك الإلهي بعد فترة طويلة من تراجع الموقع.
يعود تاريخ أول مستوطنة في نخِن إما إلى الثقافة الأمراتية ما قبل الأسرات (حوالي 4400 ق.م.) أو ربما خلال ثقافة البداري المتأخرة (حوالي 5000 ق.م.). بلغت نخِن أوجها منذ 3400 ق.م. عندما كان بها ما لا يقل عن 5.000 وربما ما يصل إلى 10.000 نسمة. بعد ذلك وَحَدّ حكام أبيدوس معظم مناطق الصعيد خلال فترة حضارة نقادة الثالثة (3200-3000 ق.م.)، على حساب المدن المتنافسة، خاصة نخِن (هيراكونبوليس). قد تظهّر الصراعات التي أدت إلى هيمنة أبيدوس على العديد من النقوش البارزة في فترة حضارة نقادة الثانية، مثل سكين جبل العركى، أو إفريز المقبرة رقم 100 في نخِن (هيراكونبوليس).
أجرى عالما الآثار الإنجليزيين جيمس كويبل وفريدريك غرين أعمال تنقيب عن أطلال المدينة في الأصل في نهاية القرن التاسع عشر.
اكتشفّ كويبل وغرين «الوديعة الرئيسية» وهي وديعة الأساس تحت المعبد، في 1894. تتلمذّ كويبل في الأصل على يد فلندرز بيتري، أبو علم المصريات الحديث، ومع ذلك، فشل في اتباع أساليبه. كان موقع المعبد صعب التنقيب في البداية، لذا فقد سارت أعمال التنقيب التي أجراها على نحو سيئ، ثم لم توثق جيداً. وتحديداً، التسجيل الرديء للظروف المحيطة بالقطع الموجودة فيه وغالباً ما جاءت تقارير كويبل وغرين متناقضة.
يُعتقد حالياً أن القطعة الأثرية الأكثر شهرة المرتبطة بالوديعة الرئيسية، لوحة نارمر، التي ربما لم تكن موجودة في الوديعة الرئيسية على الإطلاق. ذكرّ تقرير كويبل في 1900 وجود اللوحة في الوديعة، لكن تقرير غرين في 1902 وضعها على بعد حوالي ياردة واحدة إلى ياردتين. نسخة جرين مدعومة بملاحظات ميدانية سابقة (لم يحتفظ كويبل بأي منها)، لذا يعتبر حالياً السجل المقبول للأحداث.

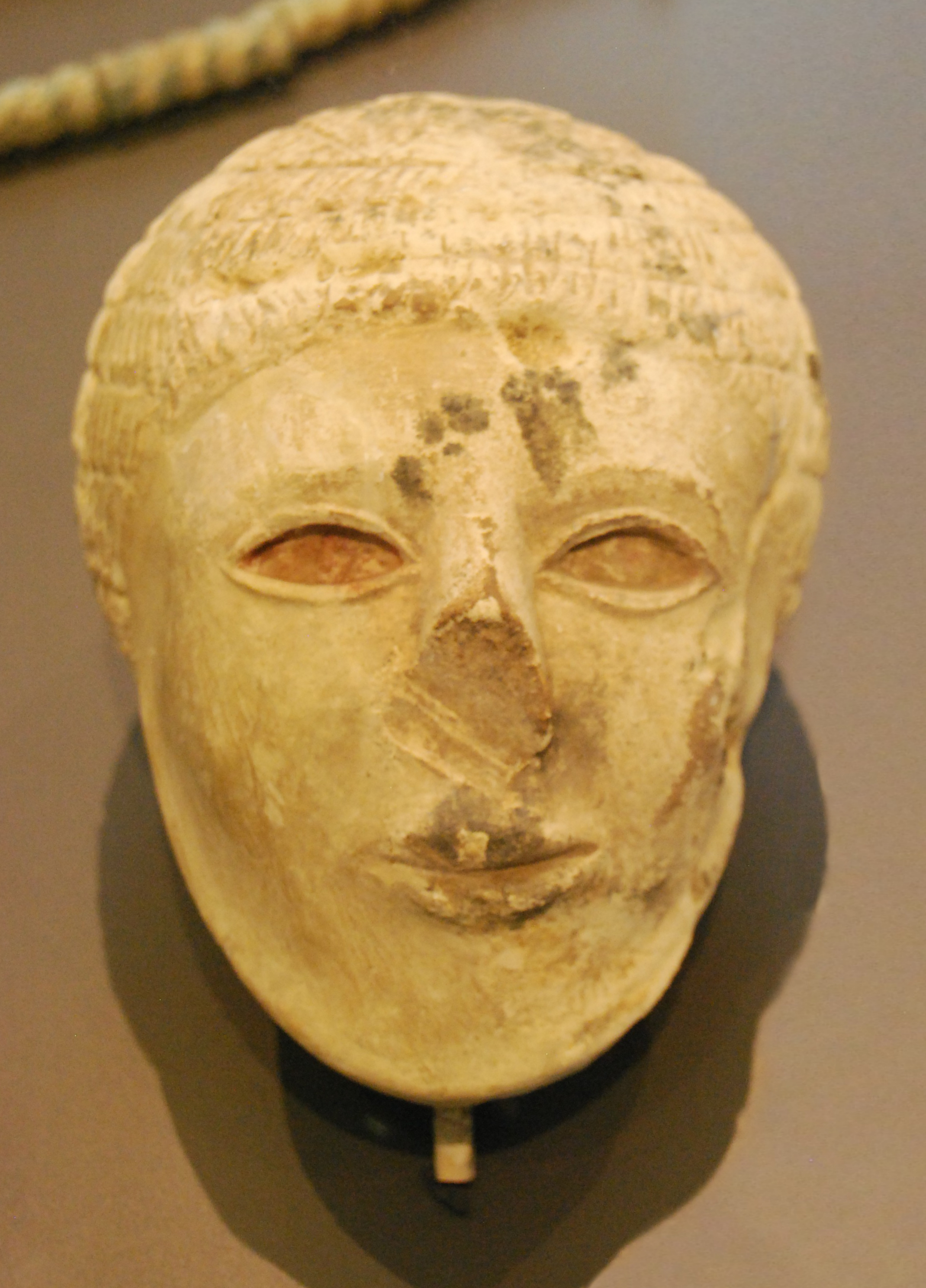
تمثال بشري صغير من الوديعة الرئيسية في نخِن، متحف أشموليان

يعود تاريخ الوديعة الرئيسية إلى أوائل الدولة القديمة، لكن النمط الفني للقطع الموجودة فيها يشير إلى أنها ترجع إلى حضارة نقادة الثالثة ونُقلّت إلى الوديعة في وقت لاحق. من الواضح أن القطعة الهامة الأخرى في الوديعة تعود إلى أواخر عصور ما قبل التاريخ. هذه القطعة، هي رأس صولجان الملك عقرب، التي تصور ملكاً يُعرف فقط بكونه يرمز لعقرب، المعروف حالياً باسم عقرب الثاني، مشاركاً فيما يبدو أنه احتفال شعائري للري. على الرغم من أن صلاية نارمر هي الأكثر شهرة لأنه تُظهر الملك الأول الذي ارتدى كلاً من تاجي مصر العليا والسفلى، يشير صولجان عقرب إلى بعض العداء العسكري المبكر مع الشمال من خلال إظهار طيور زقزاق ميتة، ترمز لمصر السفلى، متدلية من الرايات.
نَقَبّ جون غارستانغ في نخِن في 1905-1906. آملاً في البداية في استكشاف موقع البلدة، لكنه واجه صعوبات في العمل هناك، وسرعان ما وجه انتباهه إلى المنطقة التي أخطأ في تعريفها على أنها «حصن» بدلاً من ذلك. يعود هذا الموقع إلى عهد الملك خع سخموي من الأسرة الثانية. تحت تلك المنطقة، استكشف غارستانغ جبانة تعود لما قبل الأسرات تتكون من 188 مقبرة والتي خدمت الجزء الأكبر من سكان المدينة خلال فترات أواخر ما قبل الأسرات وأوائل الأسرات، كشف ذلك عن ممارسات الدفن للمصريين من العامة الذين يعيشون في نخِن.
في الآونة الأخيرة، أجرى امتياز التنقيب المكون من فريق متعدد الجنسيات من علماء الآثار وعلماء المصريات والجيولوجيين وأعضاء من علوم أخرى حفريات أكثر والتي نسقها مايكل هوفمان حتى وفاته في 1990، ثم باربرا آدامز من كلية لندن الجامعية والدكتورة رينيه فريدمان ممثلة جامعة كاليفورنيا، بيركلي والمتحف البريطاني، حتى وفاة باربرا آدامز في 2001، ثم رينيه فريدمان من بعدها.

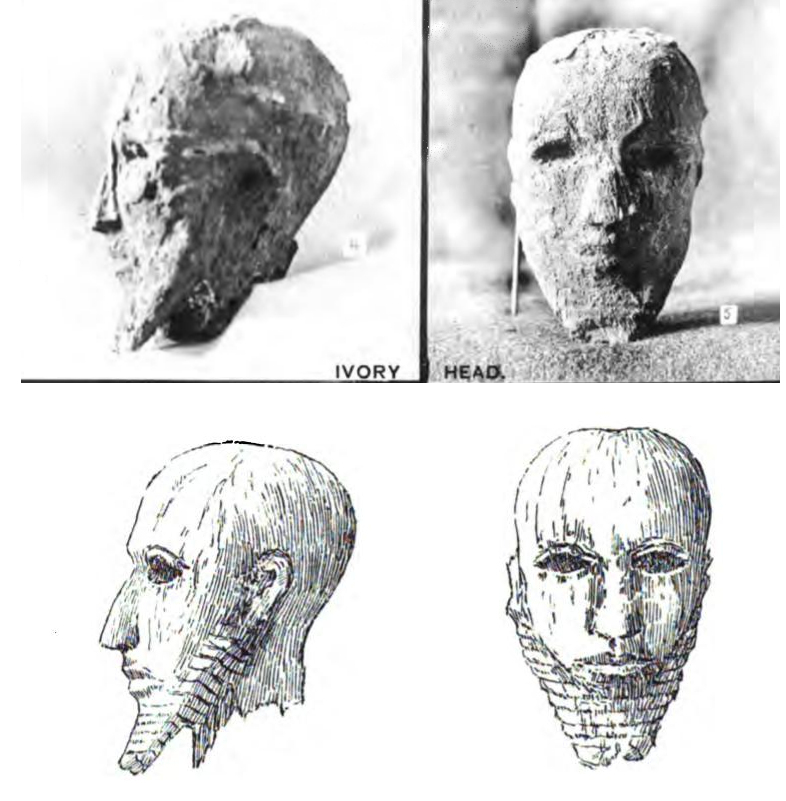
رأس من العاج من هيراكونوبليس.
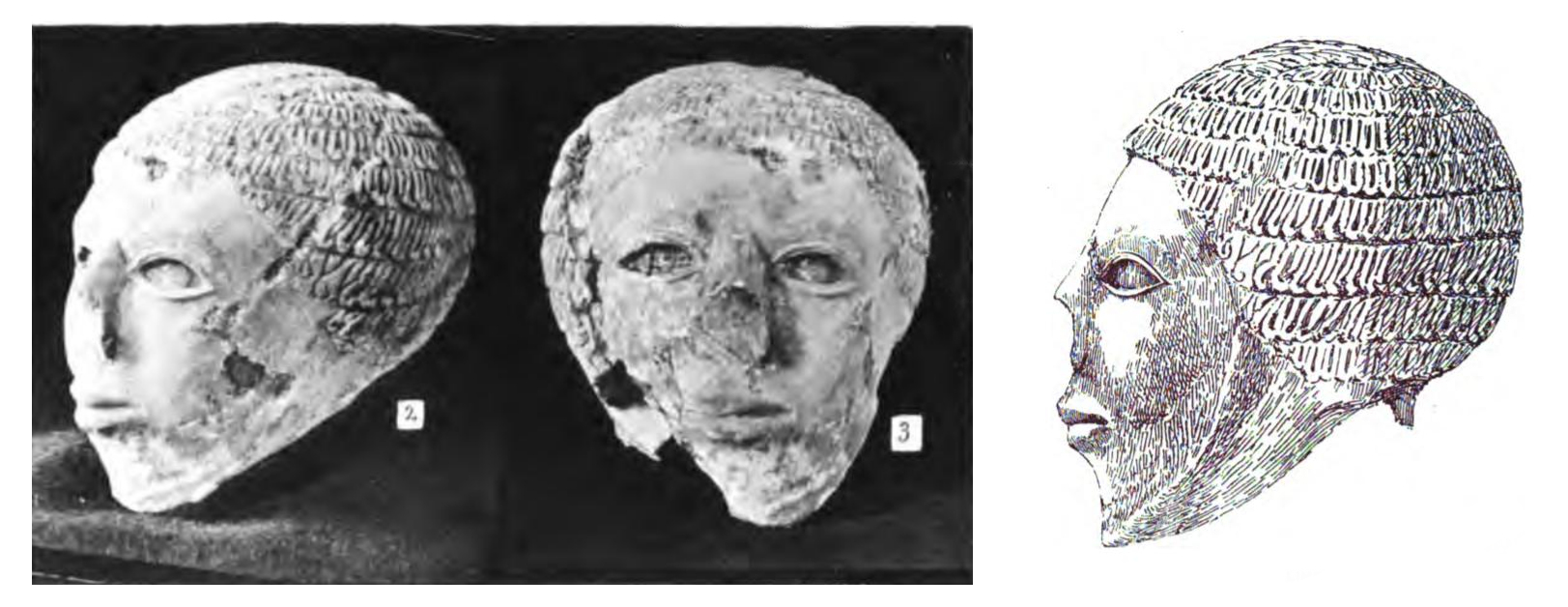
رأس من الحجر الجيري من هيراكونوبليس.
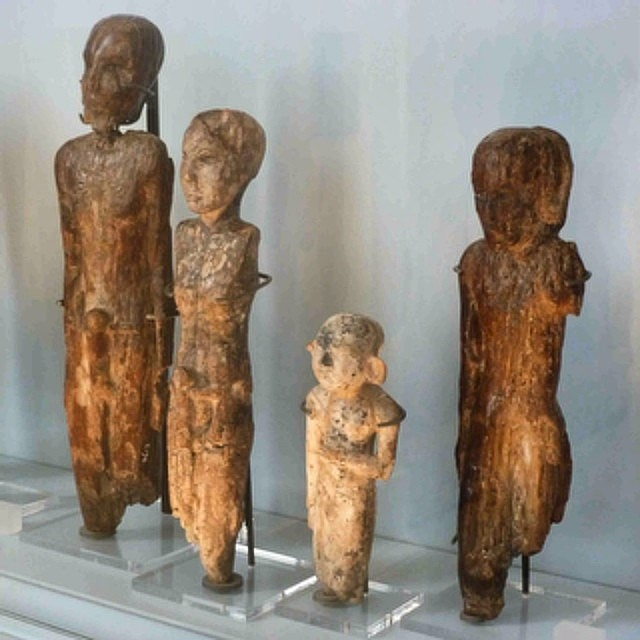
تماثيل ذكورية صغيرة.
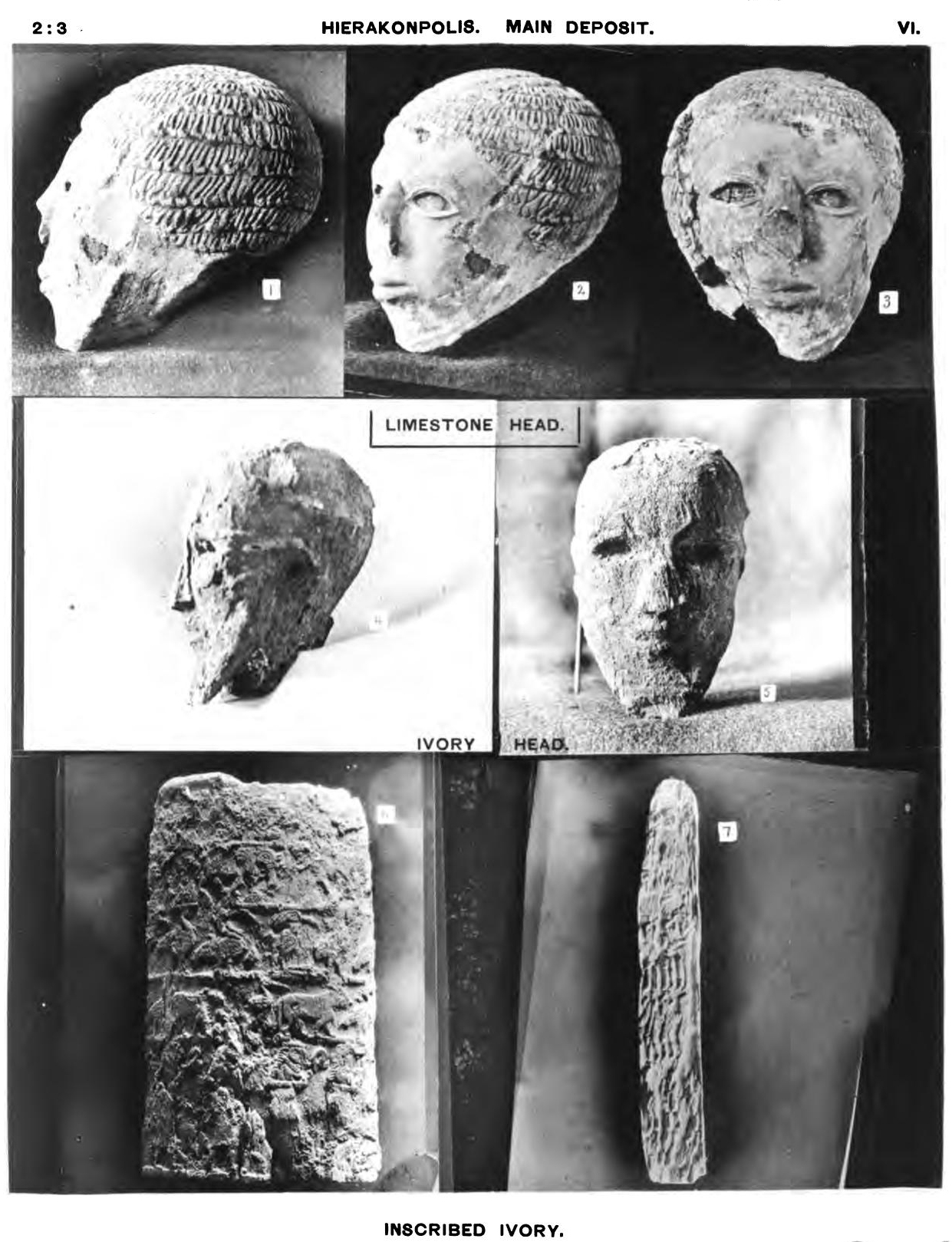
أشكال من العاج من نخِن

## هياكل الطقوس الممكنة
عُرفّ الهيكل الموجود في نخن ياسم «الحصن» عن طريق الخطأ وهو عبارة عن سياج ضخم من الطوب اللبن بناه الملك خع سخموي من الأسرة الثانية. ويبدو أنه متشابه من حيث الهيكل والغرض الطقسي مع «الحصون» المُعرفة أيضاً بطريقة خاطئة والتي شيدت في أبيدوس وكلها بدون وظيفة عسكرية واضحة. حيث أن الوظيفة الحقيقية لهذه الهياكل مجهولة، لكن يبدو أنها مرتبطة بطقوس ملكية وثقافية. حيث كان الدين مرتبطاً ارتباطاً وثيقاً بالملكية في مصر القديمة.
بُنيّ هيكل الطقوس في نخن على مقبرة ترجع لما قبل التاريخ. أدت الحفريات هناك، بالإضافة لأعمال لصوص الطوب لاحقاً، إلى تقويض خطير للجدران، أدى إلى انهيار الهيكل. وطوال عامي 2005 و2006، حاول الفريق بقيادة فريدمان تثبيت الهيكل الحالي ودعم المناطق المهددة بالانقراض في الهيكل بطوب لبن جديد.

## أقدم مقبرة مصرية مرسومة

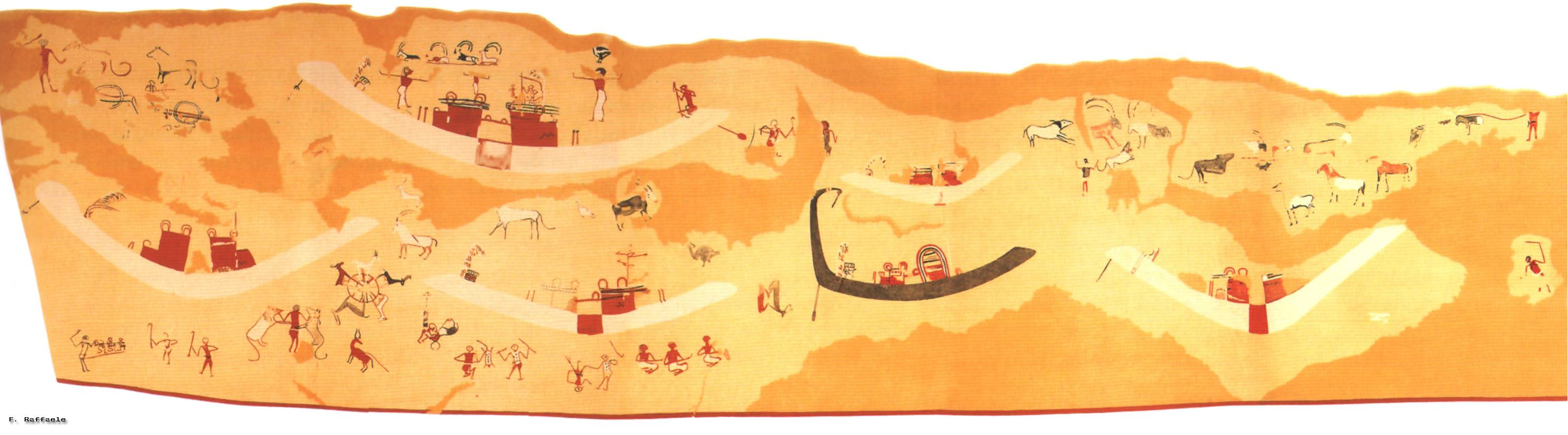
لوحة جصية من مقبرة قديمة بنخن تصور مراكب بطواقمها وآلهة وحيوانات - ربما تكون أقدم مثال على جدارية مقبرة مصرية

تضم الاكتشافات الأخرى لنخن المقبرة رقم 100، أقدم مقبرة معروفة بإحتوائها جدارية مرسومة على جدرانها الجصية. يُعتقد أنها تعود إلى ثقافة جرزة (حوالي 3500-3200 ق.م).
يُفترض أن الجدارية تُظهر مشاهد وصور دينية. وهي تتضمن شخصيات ظهرت في الثقافة المصرية على مدى ثلاثة آلاف عام، مثل موكب جنائزي من المراكب الشراعية وما يفترض أنه إلهة تقف بين لبؤتين منتصبتين وعجلة من أربعة حيوانات من ذوات الأربع بقرون والعديد من الأمثلة للجماعات التي أصبحت مرتبطة بمعبود أقدم ثقافة للماشية وأحدهما تحمله إلهة ذات ثدي كبير. تشمل الحيوانات المصورة؛ الحمير البرية أو الحمير الوحشية والوعول والنعام واللبؤات والظباء والغزلان والماشية.
ارتبطت العديد من التفسيرات للموضوعات والتصميمات الظاهرة في لوحة نخن الجدارية بقطعة أثرية أجنبية مميزة عُثر عليها في مصر وهي سكين جبل العركى (حوالي 3500-3200 ق.م)، التي تصف مشهداً من بلاد ما بين النهرين لما يُطلق عليه سيد الحيوانات، حيث تُظهر شخصية مفترضة تقف بين أسدين أو مشاهد قتال مفترضة أو قوارب.

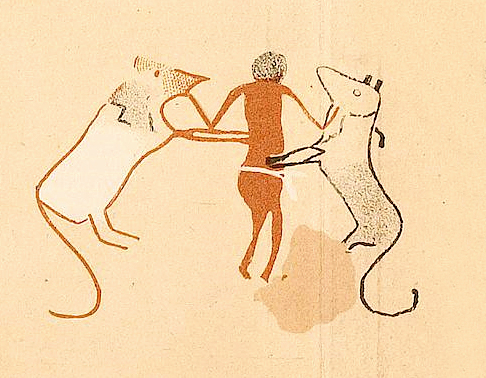
مشهد من مقبرة نخن لشخص بين أسدين
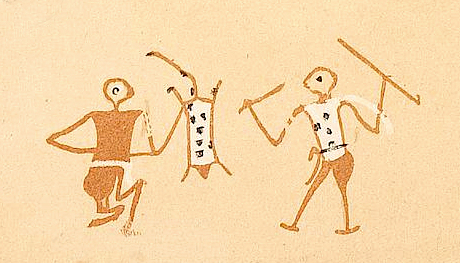
مشهد من مقبرة نخن لمحاربين مفترضين
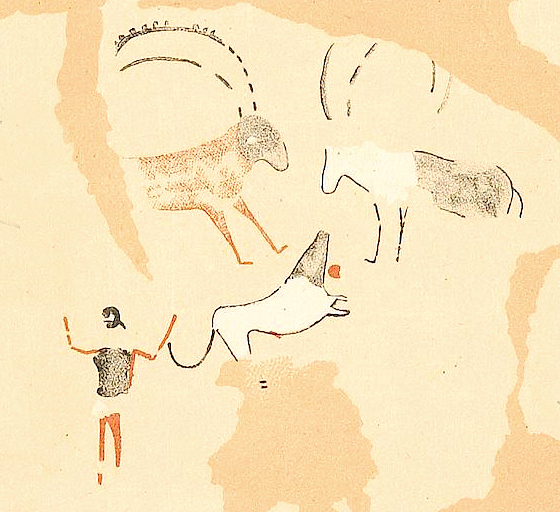
مشهد من مقبرة نخن لعملية صيد مفترضة
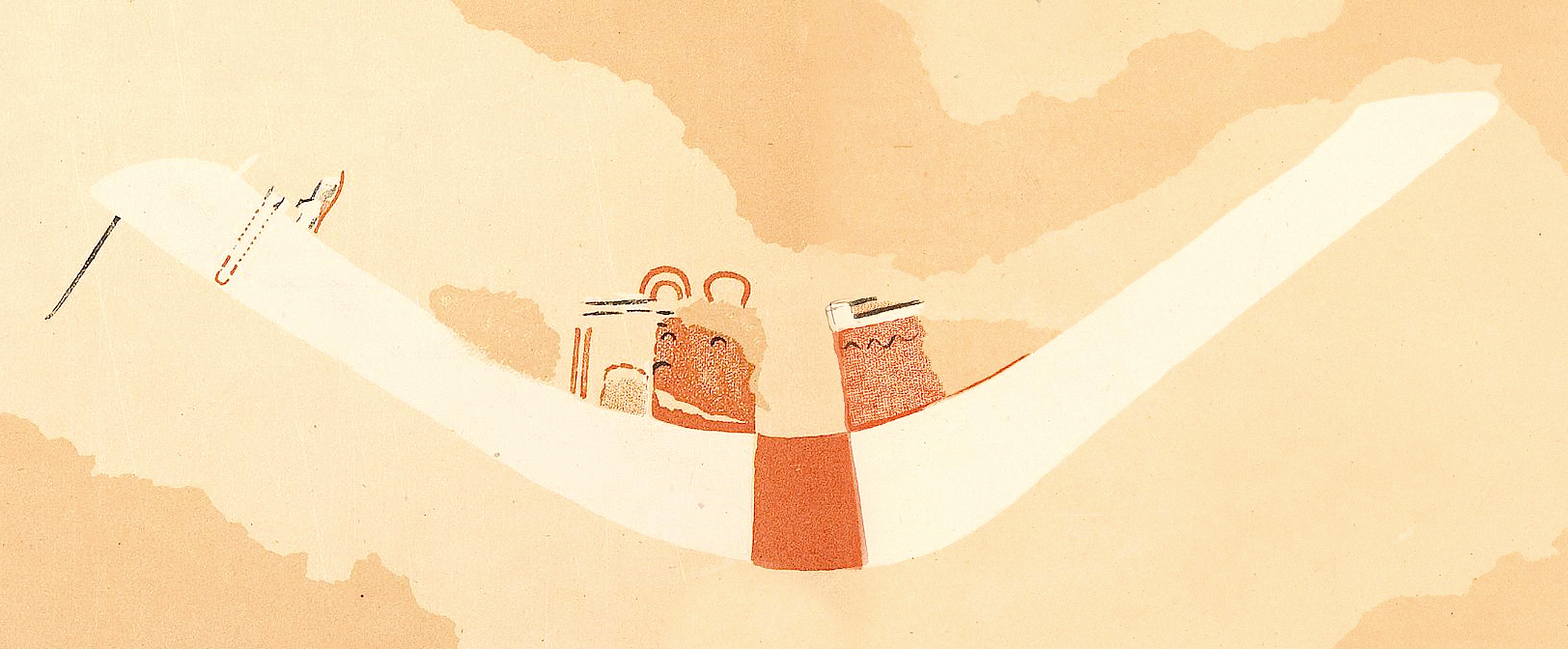
مشهد من مقبرة نخن لمركب

## أقدم حديقة حيوان معروفة

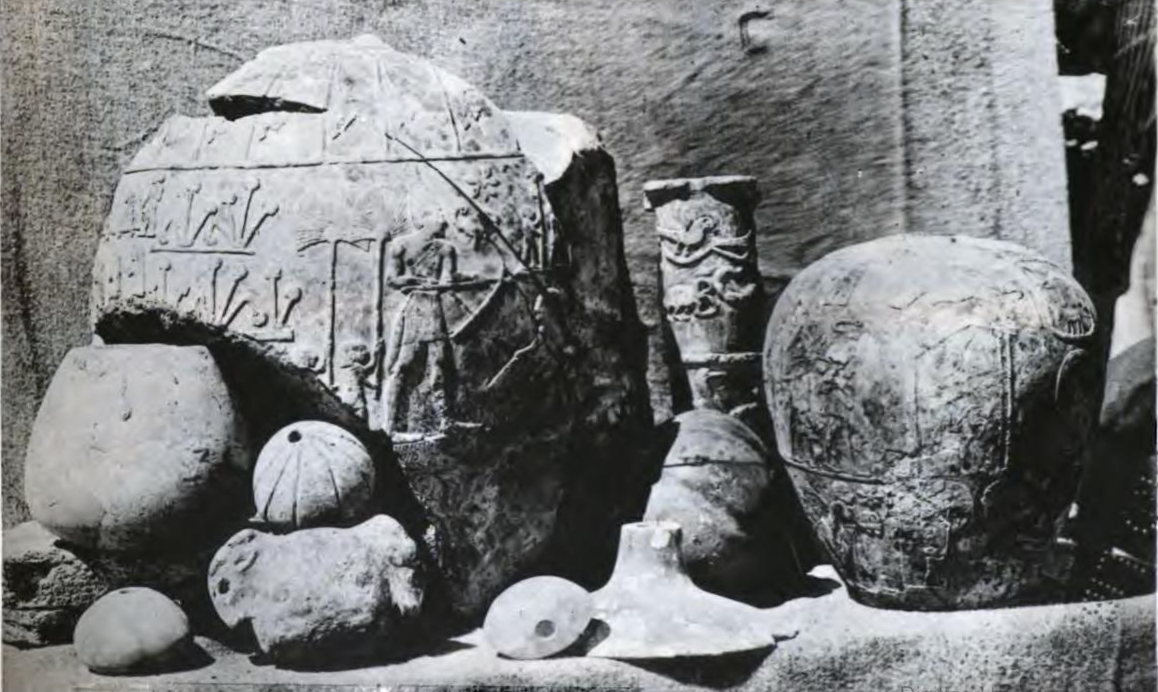
معروضات نخن وقت الاكتشاف

كُشفّ عن أقدم مجموعة حيوانات معروفة خلال عمليات التنقيب في نخن في 2009 لحديقة حيوان يعود تاريخها إلى حوالي 3500 ق.م. وشملت الحيوانات؛ أفراس النهر وظباء الهرتبيس والفيلة وقرود البابون والقطط البرية الأفريقية.

## نشاط نخن المستمر لاحقاً
توجد مقابر لاحقة في نخن، تعود إلى عصر الدولة الوسطى وعصر الاضمحلال الثاني والمملكة الحديثة. عُثرّ في مقبرة حورمخيف المرسومة، على نقش لسيرته الذاتية التي تقُص رحلته إلى العاصمة. وقد عاش خلال الفترة الانتقالية الثانية. ونظراً لارتباط معبد حورس ارتباطاً وثيقاً بالأفكار الدينية المصرية حول الملكية، فقد اُستُخدمّ المعبد في نخن في وقت متأخر مثل عصر المملكة البطلمية، مستمراً كمركز ديني طوال آلاف السنين للثقافة المصرية القديمة.

## قطع أثرية

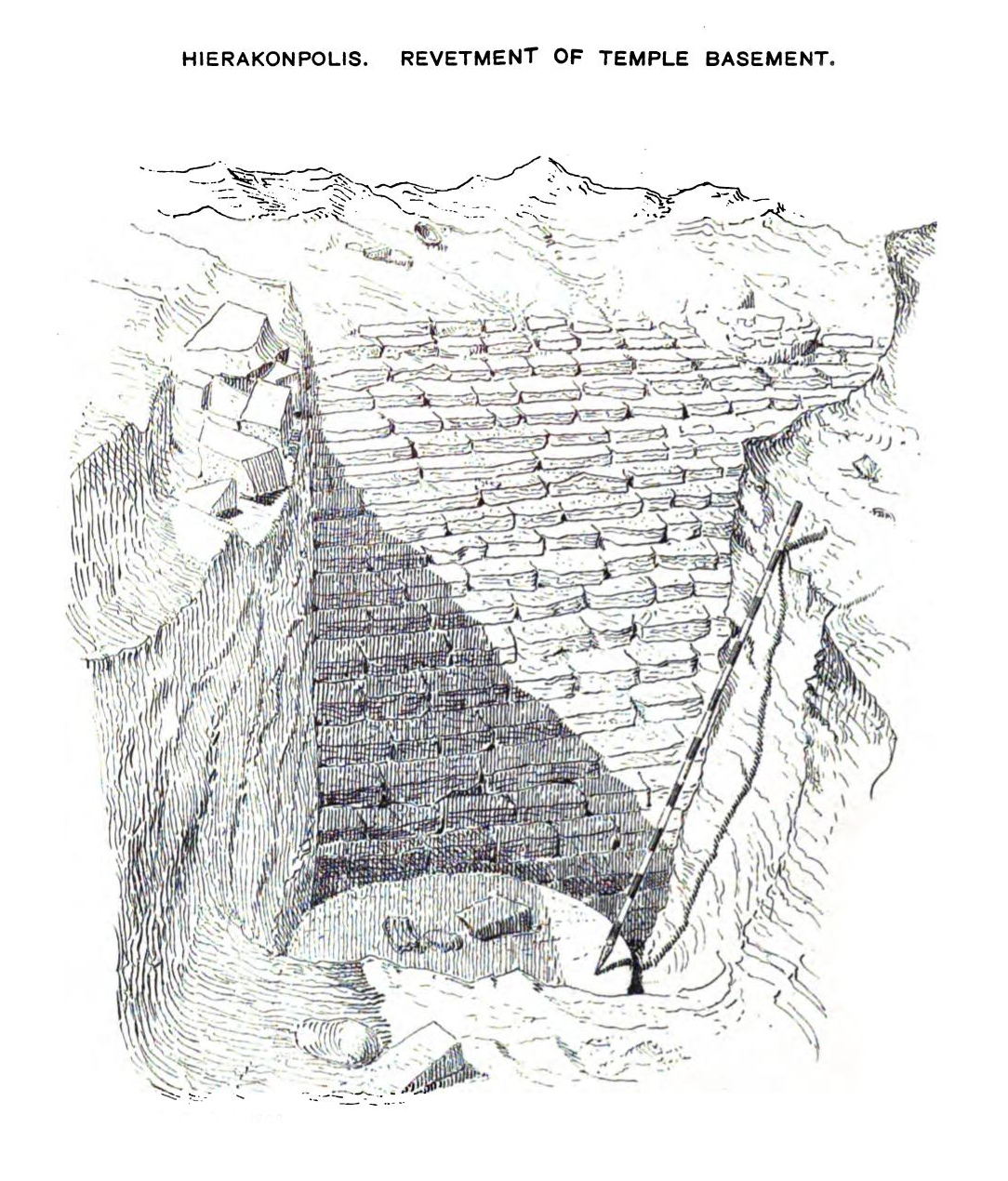
جدار لقبو معبد في نخن
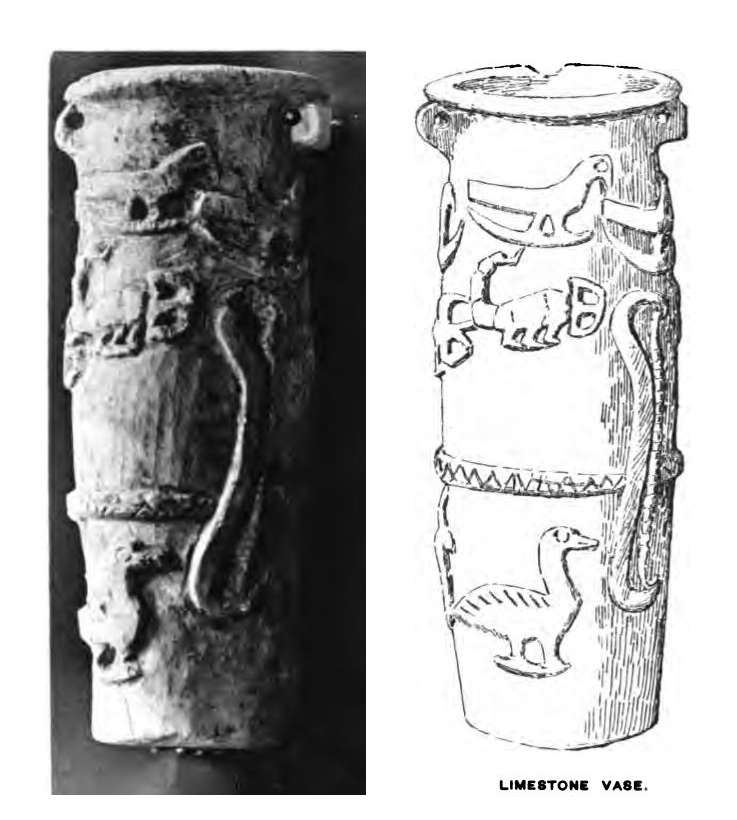
مزهرية أسطوانية من الحجر الجيري. حضارة نقادة الثالثة (الصورة والرسم)
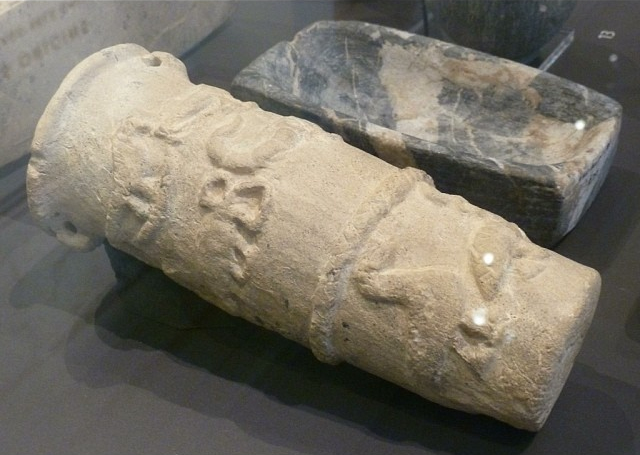
جَرة أسطوانية من الحجر الجيري يظهر عليها نقوش بارزة لصقور وعقارب وأقواس وطيور، من "الوديعة الرئيسية" في نخن، إي. 347، (متحف أشموليان)

## تطور مدينة نخن
كانت مدينتا نقادة ونخِن تشكل مركزي الحضارة في مصر قبيل عصر الأسرة الأولى. واكتسبت نخِن أهمية كبيرة خلال حقبة نقادة 2 وتطورت لتصبح عاصمة جنوب مصر. واستمر تعميرها منذ حقبة الحضارة البدارية أو ربما منذ حقبة نقادة 1 التي يرجع تاريخها إلى القرن الخامس قبل الميلاد. ويقدر عدد سكان نخن في وقت ازدهارها بين 5000 و10.000 نسمة.
بعد انتهاء حقبة نقادة بدأ مركز نخِن يضعف إلا أنها أصبحت عاصمة الكور الثالث (المحافظة الجنوبية الثالثة) في صعيد مصر خلال فترة بعد ذلك. وكانت نخن من أكبر المراكز التجارية في صعيد مصر حيث كان يتم فيها تبادل أخشاب الأبنوس والذهب وسن الفيل.
كانت مساحة نخِن نحو 145 كيلومتر مربع، وقد عثر على أجزاء من حائط المدينة القديم والمعبد وبعض من منطقة المقابر. تشأت في المدينة الصناعات الحرفية ووجدت بها أثار أول صناعات. كما وجد في المقبرة HK24A أول معمل لصناعة البيرة، حيث وجد فيها أيضا أربعة أزيار لتخمير البيرة تبلغ سعة الواحدة منها 390 لتر ربما يرجع تاريخهم إلى حقبة نقادة الأولى الثانية. وهي تمثل أول معمل لتصنيع البيرة في العالم القديم.
وجد في الحفرية HK25D بقايا مخبز للخبز، كما عثر على الكوم الأحمر بقايا أواني خزفية تدل على أواني لم يكتمل حرقها تماماً في الأفران. وتطورت نخِن خلال حقبة نقادة الثانية لتصبح أهم مراكز صناعة الأواني الفخارية في صعيد مصر.
كانت مباني المدينة من الطوب اللبن المستخرج من الطفلة النيلية، ولكن لضعفها لم يستطع الباحثون حتى الآن استعادة رسم البيوت بالكامل. ومع ذلك، تعتبر نخن من أحسن الأثار الباقية لعصر ما قبل الأسر الملكية في مصر. وقد قام الباحث الألماني «هوفمان» بتتبع تاريخ تطور مدينة نخِن وتقسيمه إلى ست مراحل:
1. الإعمار الإبتدائي (4000–3800/3700 ق.م): استقرار مجموعة من الناس، قاموا بنحت الأحجار بزراعة الأرض وتربية المواشي ومنهم من كان يشكل الأحجار.
2. مرحلة النمو (3800/3700–3500/3400 ق.م): بدء صناعة الأواني الفخارية ونمو المدينة.
3. المركزية (3500/3400–3200 ق.م): حيث أصبحت نخن عاصمة صعيد مصر.
4. التوسع (3200–2900 ق.م): قيادة في مجالات الصناعات وتوسيع منطقة السيطرة.
5. مرحلة تخلف (2900–2800/2700 ق.م)
6. الانحدار (2800/2700–2600/2500 ق.م).[27]

## المعبد

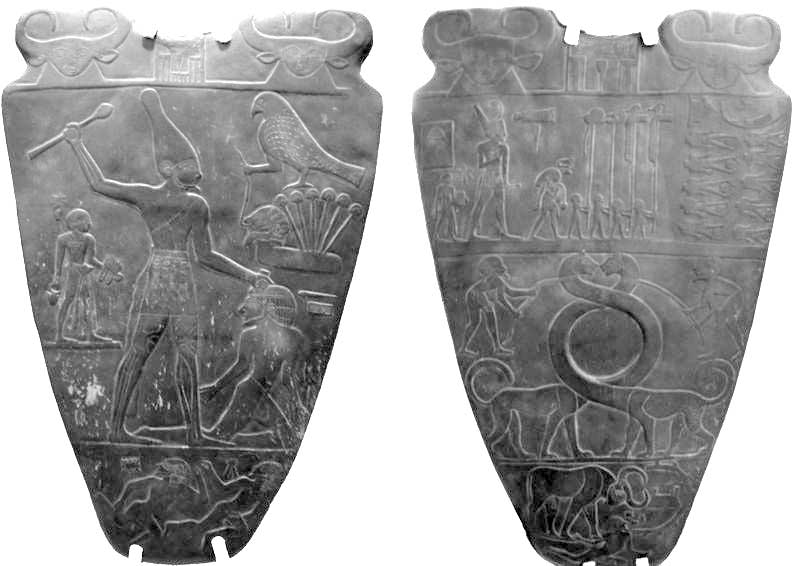
لوحة الملك نارمر.

يعتبر معبد حورس واحد من أقدم المعابد في مصر القديمة، واستمرت أهميته الدينية حتى بعد انحدار مدينة نخِن نفسها وفقدان أهميتها. وقد بدأ بناء المعبد في نخٍن في الفترة التي سبقت الأسر الملكية المصرية.
وكان ملحق بالمعبد ما أسماه جيمس كويبل «بيت الوديعة» وكانت تحتوي على بعض الآثار المتبقية محفوطة لبعض الملوك. وجد فيها أواني حجرية تعود إلى الملك عقرب الثاني كما وجد رأس صولجانه الملكي. كذلك وجد فيها لوحة الملك نارمر ورأس صولجان له. وأواني مختلفة وأشكال خزفية وبعض التماثيل المصنوعة من سن الفيل. وتبين أن معظم المحفوظات التي وجدت في بيت الخزانة يعود إلى الأسرة الأولي وحتى الأسرة الثالثة.

## الحصن

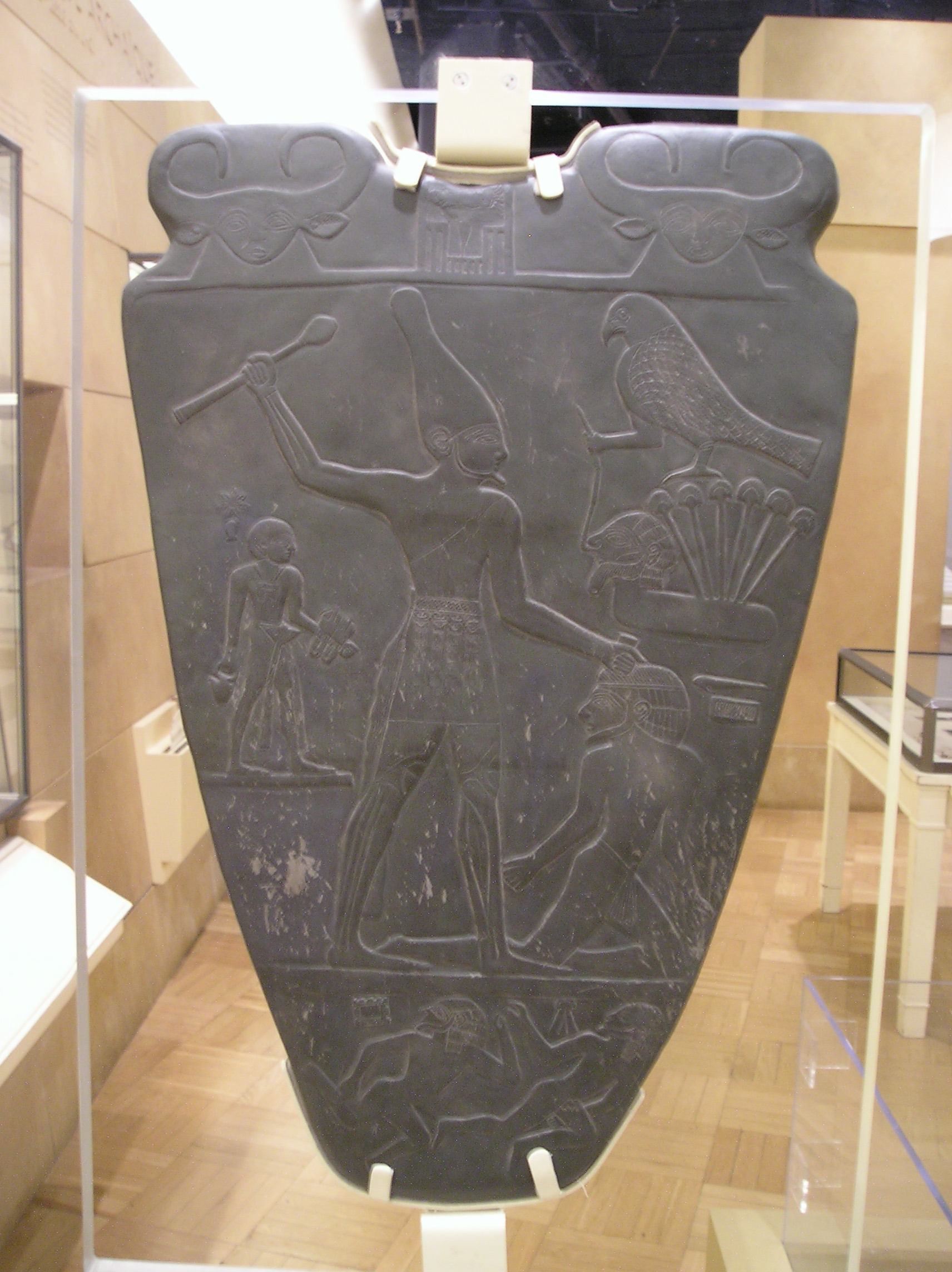
لوحة الملك نارمر. لوحة تقليد في متحف ريال دي أنتاريو كندا.

تشير منظومة البناء إلى مبنى حصن، منطقة محاطة بجدار من الطوب اللبن تعود إلى عهد الملك خع سخموي الذي أقام أيضاً إنشاءات مماثلة في أبيدوس. تقدر مساحة تلك المنشأة نحو 3705 متر مربع وتسمى عند المختصين HK29A . ويحيط بالمنطقة جدار من الطوب اللبن يصل سمكه 5 أمتار وعلوه 12 متر. ويدل عمود من الجرانيت وجد عند بوابة الحصن بما عليه من مخطوطات بأنه يعود إلى الملك خع سخموي، آخر ملوك الأسرة الثانية.
والمكان هو أحد أقدم أماكن العبادة في مصر القديمة. ويعتقد أن إنشاء نخِن بدأ خلال حقبة نقادة الثانية، انها كانت تستخدم في العبادة. كما وجد فيها عدة خزفيات من حقبة نقادة 3 ومن الدلتا ومن فلسطين مما يشير إلى إن المنشأة كانت تستعل حتى نهاية الأسرة الثانية. وعثر باحث المصريات كويبل في 1905 على جزء من تمثال مصنوع من الحجر الجيري ويمثل الملك خع سخموي. وتعتقد العالمة رينيه فريدمان أن المنشأة كانت تستخدم في صعيد مصر كبيت مقدس للتويج (بر-ور pr-wr) وهي الشكل الأصلي للمعابد المصرية التي تتطورت منها فيما بعد. وقد وجدت أشكالها على لوحات تمثل الملك نارمر والملك حور عحا.

## مديــنة الموتى
توجد مناطق عديدة لقبور العامة ومن ضمنها مدينة الموتى التي كان يدفن فيها كبار المدينة، وقد عثر فيها على شواهد لتحنيط الموتى لإناس ولحيوانات. كما عثر فيها على أقنعة وتماثيل صغيرة مما يشير إلى بداية العرف المصري القديم في تجهيز الموتى ودفنهم.
- مدينة الموتى بالحصن: عثر الباحث جون غارستانغ في 1905 /06 على 188 مقبرة داخل الحصن. وتقع قبور حقبة نقادة الثانية في المنطقة الشرقية، عند مدخل الحصن. وقبور حقبة نقادة الثالثة فهي توجد في المنطقة الشمالية للمنشأة. وأما القبور التي يرجع تأريخها إلى الأسرة الأولى فهي توجد في الغرب. ونظراً لقرب الحصن من مدينة نخِن نفسها والمسافة بينها وبين قبور الطبقة العليا من الناس، يعتقد أن تلك القبور كانت لعامة سكان المدينة.[30]
- قبور الطبقة العليا في وادي أبو سفيان: تقع هذه المقابر على بعد نحو 5 و2 كيلومتر جنوب غربي المدينة. وتحتوي المنطقة عل نحو 200 من المقابر التي يعود تأريخها لحقبة نقادة الأولى. وجدت فيها مصنوعات من سن الفيل والحجر الجيري والخزف والسبج. كما وجد فيها موميات لبشر وحيوانات. ففي المقبرة رقم 13 عثر على كلاب محنطة وفي المقبرة رقم 14 عثر على فيل إفريقي. وانتقل دفن موتى الطبقة العليا خلال حقبة نقادة الثانية إلى اتجاه مجرى النيل. ويوجد من ضمنها المقبرة رقم 100 وهي معروفة «بالمقبرة الملونة في هيراكونبوليس». ويعتقد أنها كانت لأحد الملوك، وحوائط المقبرة ملونة برسومات فريدة. ويشير ما عثر في تلك المقبرة من أواني خزفية على أنها من حقبة نقادة الثانية.[31]